# Episodi di Ben 10: Ultimate Alien
Di seguito vengono elencati gli episodi della serie televisiva animata statunitense Ben 10: Ultimate Alien. Inizialmente la prima stagione si sarebbe dovuta formalmente concludere con i primi nove episodi, mentre i successivi undici (cod. 110-120) avrebbero formato la seconda; tuttavia nella programmazione di Cartoon Network le due stagioni sono state unite in una sola da 20 episodi, rispettando l'arco narrativo della storia. Le stagioni pubblicate da Cartoon Network su iTunes Store e in DVD seguono invece la suddivisione iniziale.
La seconda stagione, trasmessa negli USA a partire dal 4 febbraio 2011, è stata bruscamente interrotta in aprile senza alcuna spiegazione, probabilmente in seguito alla morte dello sceneggiatore ed editore Dwayne McDuffie. Come per la precedente stagione, questa interruzione (dopo l'episodio 212) è stata presa come suddivisione intermedia nelle edizioni DVD e digitali.

## Prima stagione: 2010-2011
| Ep | Titolo originale | Titolo italiano                   | Data ITA | Data USA | Cod. Prod. |
| -- | --- | --------------------------------- | -------- | -------- | ---------- |
| 01 | "Fame" | "Ben diventa famoso"              | 29/11/10 | 23/04/10 | 101        |
| 01 | L'identità segreta di Ben è stata rivelata al mondo intero e lui è un supereroe, una star mondiale amata da tutti i bambini e gli adolescenti, ma guardato come sospetto da molti adulti. Dopo aver parlato a lungo con Julie. Il gruppo arriva all'auto di Kevin e Ben dice di sapere dove trovare colui che ha rivelato il suo segreto al mondo. Il gruppo non ci pensa due volte e decide di andare a fare visita a quest'individuo. Quando i tre arrivano sul posto, vi trovano un giovane ragazzo di nome Jimmy Jones, che ha scoperto l'identità di Ben, con il suo aiuto, scopre un attacco alieno in Florida. Giunti lì (usando un jet di Kevin). Ben viene arrestato dalla polizia locale. Per fortuna, la NASA ha bisogno dell'assistenza dei Risolutori, così Gwen e Kevin riescono a tirare Ben fuori di prigione. Dopo che quest'ultimo viene informato della situazione. Ben ed i suoi amici intervengono per sventare una rapina da parte di un alieno sconosciuto, il cui DNA viene digitalizzato dall'Ultimatrix, ma non ci riescono, allora Ben riesce finalmente a trasformarsi in Cromoraggio, ma non riesce a fermare l'alieno. Seguendo il ladro, scoprono che è un alieno chiamato Bivalvan dalla Galassia di Andromeda, che voleva rubare le attrezzature della NASA per costruire una nave che avrebbe potuto usare per tornare a casa. Tuttavia, questo richiederebbe l'esplosione di una Bomba nucleare, che causerebbe la distruzione della Florida centrale. Ben riesce a fermarlo nelle sembianze di Ultra Scimparagno. Bivalvan lì informa che un alieno di nome Aggregor è arrivato dopo di lui e che alcuni stranieri sono stati rapiti, nonostante tutto il gruppo lo lascia in Florida alle cure dei Risolutori, che lo porteranno a casa in sicurezza. Più tardi Ben torna a malincuore a scuola con qualche incoraggiamento ed un primo bacio sulla guancia da Julie. Ben entra ed è subito accolto con applausi, in particolare da Cash e JT. Nel mentre si vede Bivalvan, ancora immobilizzato, che viene trovato e aggredito da. |                                   |          |          |            |
| 02 | "Duped" | "Ben si triplica"                 | 29/11/10 | 30/04/10 | 102        |
| 02 | Ben ha parecchi impegni. Deve combattere i Cavalieri Immortali con Kevin guardare la partita di tennis di Julie e vedere un film Sumo Slammer. Così Ben si trasforma in Eco - Eco e si divide in tre, decidendo di tornare normale senza ricongiungersi, così appaiono tre Ben ed ognuno ha una parte diversa della sua personalità. Uno è il Ben originale, un altro è il Ben sincero e sensibile, il terzo è il Ben arrogante e combattivo, che va a vedere la partita di Julie, invece il Ben sincero e sensibile va con Kevin a battersi con i Cavalieri Immortali. Connor, dotato di una nuova super-armatura, è un avversario temibile ed i tre Ben, costretti tutti a combattere, si trasformano in Gelone, Vomito e Rotolone, ma non riescono a fare un buon lavoro di squadra e quindi si ritrasformano in Eco - Eco per tornare ad essere un'unica entità Ben, allora, si trasforma in fulmiraggio e sconfiggere facilmente Connor. Quando Ben ritorna alla partita, Julie ha vinto. Dopo una breve discussione, Julie e litigano e la ragazza se ne va. |                                   |          |          |            |
| 03 | "Hit 'Em Where They Live" | "La famiglia di Tennyson"         | 10/12/10 | 07/05/10 | 103        |
| 03 | Dopo essere venuti a conoscenza del segreto di Ben, Zombozo ritorna allenandosi con Vulkanus, Incantatrice, Rojo e Sevensven. Sevensven viene sconfitto da Nonno Max e Rojo da Tigre, ma Zombozo, Vulkanus e Incantatrice rapiscono Sandra, la madre di Ben, allora Ben, Gwen e Kevin vanno al circo e si dividono. Kevin sconfigge facilmente Incantatrice, mentre Ben si ritrova nel labirinto degli specchi con Vulkanus, e Gwen viene catturata da Zombozo. Ben si trasforma in Gelone per sconfiggere Vulkanus, ma arriva un esercito di Alieni Picconatori, a cui nemmeno Gelone riesce a far fronte. Non avendo altra scelta, Ben passa allo studio di Ultra Gelone. Così facendo, congela Vulkanus ed il suo esercito. Nel frattempo Gwen si libera e si trasforma in Anodite, spaventato Zombozo che fugge, riuscendo così a liberare Sandra. |                                   |          |          |            |
| 04 | "Video Games" | "La sfida"                        | 10/12/10 | 14/05/10 | 104        |
| 04 | Dopo aver sconfitto Serpent grazie ai poteri di 2x2, lo status di celebrità di Ben lo porta e diventare il protagonista di un videogioco. In realtà era solo una trappola per memorizzare le mosse degli eroi di Ben e memorizzarle in un robot al comando di Will Harangue, un reporter che critica continuamente Ben. Dopo essere stato ripetutamente sconfitto dal robot, Ben si infuria e dice di voler prendere a calci il reporter. Allora il robot si scontra con Ormosauro, che però riesce a battere il robot. Dopo essere stato criticato da Will. Ben si trasforma in Gigante (Ben 10) e distrugge il robot davanti agli occhi del reporter. |                                   |          |          |            |
| 05 | "Escape From Aggregor" | "Fuga da Aggregor"                | 17/12/10 | 21/05/10 | 105        |
| 05 | Dopo uno scontro con Dottor Animus, Ben torna a casa ed incontra un alieno chiamato Galapagus. Dopo una veloce battaglia contro di luì trasformato in Gelone e poi in Ultra Gelone, l'alieno raccolta che il suo pianeta era stato conquistato da Aggregor, che aveva inprigionato l'alieno richiudendolo con altri alieni (tra cui Andreas, Bivalvan, P"andor e Ra'ad). L'alieno insieme ai suoi nuovi amici, ma Aggregor, non disposto a lasciarli andare così facilmente, toglie agli alieni tutte le loro capacità. Non avendo più speranze contro di lui, Galapagus si lascia con una navetta sulla Terra e riesce a scappare via, Aggregor, furioso, lascia un raggio dalla sua nave, senza riuscire a colpire Galapagus. Dopo il racconto, l'Ultimatrix perde il DNA dell'alieno che assumerà il nome Vortice. L'alieno decide di tornare alla sua astronave, dove incontra un Risolutore di grado Magister. Questi però si rivela essere in realtà Aggregor, che senza pietà cattura nuovamente l'alieno. |                                   |          |          |            |
| 06 | "Too Hot To Handle" | "Un'insolita cassaforte"          | 17/12/10 | 28/05/10 | 106        |
| 06 | Desideroso di liberarsi della sua tuta di contenimento P'andor (uno degli alieni catturati da Aggregor) offre un'enorme ricompensa a chiunque lo faccia uscire di lì. Chiunque provi a distruggere la tuta, tra i quali Buzz, Hammer e Sergeon, fallisce miseramente, eccetto Kevin, che usa un frammento di Tedinite per distruggerla. Ma quando il distintivo di Risolutore di Kevin segnala che l'interno della tuta di P'andor è radioattivo, interrompe i suoi tentativi di aprirla, Furioso, P'andor offre quindi a Buzz, Hammer e Sergeon una ricompensa ancora più grande in caso di cattura di Kevin, Kevin riesce a fuggire, ma lascia indietro accidentalmente il suo di Tedinite. P'andor prova ad usarlo per finire di aprire la sua tuta, ma fallisce miseramente a capisce che ha bisogno dell'aiuto di Kevin. Manda quindi coloro che ha assunto a rapire Kevin e quindi lo raggira, facendogli aprire la sua tuta con la Tedinite. Liberato della sua tuta, P'andor si dirige verso una Centrale nucleare per assorbirne tutta l'energia. Lavorando insieme, Ben e Kevin riescono a intrappolare nuovamente P'andor nella tuta e lo consegnano ad una coppia di Risolutori che si offre di riportarlo sul suo pianeta natale. Sfortunatamente, Aggregor intercetta la sua nave dei Risolutori nello spazio e ricattura P'andor. |                                   |          |          |            |
| 07 | "Andreas' Fault" | "Il sacrificio di Andreas"        | 24/12/10 | 04/06/10 | 107        |
| 07 | Ben, Kevin e Gwen investigano su una strana catena di furti dai Cavalieri Immortali e scoprono che Argit sta usando Andreas (uno degli alieni di cui Aggregor è a caccia), per spaventali e costringe a considerato il loro nuovo leader. I piani di Argit vanno a rotoli quando i Cavalieri alla fine si ribellano e lo incarcerano insieme a Ben e gli altri. Quando la squadra scopre che i Cavalieri Immortali vogliono giustiziare Andreas, quest'ultimo riesce a liberarsi e a fuggire. Ma quando uno dei Cavalieri attiva l'intero castello, Andreas si sacrifica per assorbire la potenza dell'esplosione. Anche se Ben e compagni lo credono morto, Andreas in realtà sopravvive all'esplosione. Sfortunatamente, l'incredibile sforzo di fermare la bomba lo rende troppo debole per difendersi dai tentativi di Aggregor di ricatturarlo. |                                   |          |          |            |
| 08 | "Fused" | "Fusione"                         | 24/12/10 | 11/06/10 | 108        |
| 08 | Una notte Ben viene attacco nella sua camera da un alieno chiamato Ra'ad che quindi inizia ad assorbire tutta l'elettrica della Terra per diventare molto più forte ed incrementare i suoi poteri. Sfortunatamente, quando l'alieno danneggia l'Ultimatrix con le sue abilità ed i lampi blu che gli forniscono i suoi poteri, Ben finisce per rimanere bloccato nella forma di Fulmanfibio da poco guadagnata, condividendo la sua mente con Ra'ad. A peggiorare le cose, Aggregor appare improvvisamente dal nulla ricatturare Ra'ad. Ben cerca di fermare il nemico grazie ai poteri dell'Ultimatrix, di cui Anche si accorge. Tenta infatti, di rimuovere l'orologio, ma non vi riesce per l'esplosione del grage di Kevin, teatro della battaglia, ad opera di Ra'ad. |                                   |          |          |            |
| 09 | "Hero Time" | "L'ora dell'eroe"                 | 07/01/11 | 18/06/10 | 109        |
| 09 | Mentre Ben si trova ad un party per celebrità, un gruppo di ladri prova a rapirle tutto, ma Ben li combatte trasformato in Scimparagno. Successivamente scopre che il loro capo è il Capitano Nemesisi, il suo supereroe preferito. I due decidono di organizzare una sfida e Ben accetta. Capitano Nemesisi perde la sfida e allora prende ostaggio Julie e Jennifer una ragazza che Ben aveva conosciuto al party. Ben allora, chiamando Julie, sente rispondere al cellulare proprio Capitano Nemesisi, che gli rivela il suo piano. Ben va da Capitano Nemesisi trasformandosi in Ultra Ormosauro e il nemico fa cadere da una sua grande statua d'oro le ragazze. Ben salva Julie e Kevin Jennifer. Subito dopo, Ben, grazie ai poteri di Sparacqua sconfigge Capitan Nemesisi che viene arrestato e portato in prigione. Dopo la lotta, come al solito, il giornalista Will Harangue critica aspramente il giovane eroe. |                                   |          |          |            |
| 10 | "Ultimate Aggregor (1)" | "Ultra Aggregor"                  | 07/01/11 | 10/10/10 | 110        |
| 10 | Aggregor riesce rapire Ra'ad, ma viene scoperto da Risolutori e riesce e fuggire con l'alieno. Ben viene avvisato da Nonno Max che Aggregor è tornato e l'eroe si reca dove è stato per l'ultima volta il nemico. Una volta lì il gruppo trova dei Robot di Aggregor e l'eroe sì trasforma in Fulmiraggio, ma grazie ad una grande trappola si ritrova nel bel mezzo di un'esplosione. Ben sì ricompone e torna normale. Dopo aver parlato con lo Sceriffo, appare Paradosso che dice a Ben che Aggregor e in cerca del suo esperimento, così da diventare invincibile. Dopo un altro scontro con dei robot, Ben si trasforma in Ultra Fangofiammante e Gwen riesce a localizzare Aggregor, così il gruppo si reca da luì. Aggregor, però, fa diventare malvagi gli alieni della galassia di Andromeda, così da uccidere il team. Aggregor si unisce a loro ed attacca la squadra. |                                   |          |          |            |
| 11 | "Map of Infinity (2)" | "La mappa dell'infinito"          | 14/01/11 | 10/10/10 | 111        |
| 11 | Aggregor ormai è invincibile, ma Ormosauro lo combatte e lo sconfigge credendolo morto. Tuttavia il nemico si riprende e sconfigge tutta la squadra. Ben, dopo essersi svegliato, incontra che gli rivela il piano di Aggregor che consiste nell'avere un'arma potentissima chiamata "Mappa dell'infinito", che a quanto pare è stata costruita da Paradosso. Quindi Ben e la sua squadra si recano sul pianeta di Gelone per trovare il primo pezzo della Mappa Ben si trasforma in Ultra Eco - Eco e cerca di fermare dei Necroffriggian che li combattono. Dopo aver superato molte trappole, la squadra si è avvicinata al pezzo della Mappa. Tuttavia, Gwen sviene e si trova nel bel mezzo della battaglia in pericolo di vita, Aggregor raggiunge il gruppo e, approfittando della difficoltà, ruba il primo pezzo della Mappa. |                                   |          |          |            |
| 12 | "Reflected Glory" | "Gloria riflessa"                 | 14/01/11 | 15/10/10 | 112        |
| 12 | JT e Cash iniziano uno show televisivo con Oliver (licenziato da Will Harangue dopo il fatti di video games) come loro cameraman, in cui i due si incensano come i cervelli indietro alle imprese da eroe di Ben. Ben, Gwen e Kevin decidono di stare al gioco dai due aver sentito una triste storia dai due. Monitorando il broadcast, l'ex assistente di Vilgax, Sifone, incolpa i due ragazzi per la sconfitta di Vilgax del suo padrone s decide per ucciderli. Durante una missione per recuperare il Power Decoupler dai Cavalieri Immortali, Sifone attacca, avendo aumentato le proprie abilità grazie alla tecnologia di Vilgax e libera alcuni robot R.E.D. (acronimo di "Robotico Extermination Device", ovvero "Dispositivo Robotico di Sterminio). JT e Cash sono costretti ad ammettere il loro inganno in diretta per salvarsi, così Simone concentra la propria attenzione su Ben. Ben non riesce ad avere la meglio, ma Cash ha l'idea di usare il Power Decoupler su Sifone per assorbire i suoi poteri. Ben riesce quindi a metterlo fuori combattimento. Sfortunatamente per il duo, i loro atti di erosimo non vengono notati, poiché l'arma ha distrutto la telecamera prima di sparare ha allontanato i loro fan. Oliver lascia i ragazzi, dicendo loro che lo show è finito. |                                   |          |          |            |
| 13 | "Deep" | "Nel profondo"                    | 21/01/11 | 22/10/10 | 113        |
| 13 | Ben, Gwen e Kevin viaggiano fino al pianeta acquatico. Pieces (il pianeta natale di Mastica) dopo aver appreso che Aggregor si trova proprio su quel pianeta. Aiutanti da Magistero Pyke, i tre raggiungono nucleo del pianeta, che contiene che è in grado di tenere insieme l'acqua del pianeta. Aggregor ruba il dispositivo, che è in realtà un frammento della Mappa dell'infinito, e scappa via. Per salvarsi dal fluttuare nello spazio, Ben si trasforma in Mutante ed usa il suo Moltiplicatore Antigravità come rimpiazzo. Mutante viene quindi atomizzato nell'acqua del pianeta, permettendogli andata perduta. Dopo aver salvato Pisces ad aggiustato la loro nave Ben, Gwen e Kevin tornano sulla Terra. |                                   |          |          |            |
| 14 | "Where the Magic Happens" | "Dove nasce la magia"             | 21/01/11 | 29/10/10 | 114        |
| 14 | Ben, Gwen e Kevin seguono Aggregor in una dimensione mistica chiamata Legerdomain grazie all'aiuto di Incantatrice, che è nata lì. I tre credono l'obiettivo di Aggregor sia la Formula Magica Alpha che Addwaitya regnante del luogo, ha intorno al collo, sospettano che si tratti Mappa dell'infinito. Gwen ed Incantatrice lavorano insieme diverse volte sviluppando un legame che sembra portare ad un cambio di atteggiamento di Incantatrice. Mentre il gruppo a rubare la Formula Magica Alpha, Aggregor sfrutta il diversivo per mettere fuori combattimento Addwaitya e perderla lui stesso. Ben, Gwen e Kevin riescono a fuggire da Legerdomain grazie all'aiuto Incantatrice, ma quest'ultima rimane lì per liberare Legerdomain dalla tirannia Addwaitya. Ben promette a Gwen che troveranno in modo per trovare ed aiutare Incantatrice dopo la sconfitta di Aggregor. |                                   |          |          |            |
| 15 | "Perplexahedron" | "Il Perplexahedron"               | 28/01/11 | 05/11/10 | 115        |
| 15 | Azmuth, contrariato dai fallimenti di Ben nel proteggere i primi tre pezzi della Mappa dell'infinito, telesporta lui, Gwen e Kevin al lungo in cui si trova il quarto pezzo un mortale pianeta artificiale noto come Perplexahedon, creato dal Professor Paradosso per distruggere chiunque vi metta piede. Ben, Gwen e Kevin riescono ad aprirsi la strada oltre le trappole e raggiungono il guardiano del ladrinto, la Sentinella, che consegna loro il pezzo. Quando il pianeta inizia a collassare. La Sentinella rimane indietro, felice di aver adempiuto al suo scopo nella vita, ma Ben insiste affinché il gruppo lo liberi. Tuttavia Aggregor riesce a trovare la Sentinella nel tempo necessario a Ben per tornare e, nella battaglia seguente riesce a prendere l'ultimo pezzo dalla Mappa a Ben. La Sentinella, sgomenta nel realizzare che la sua vita non sia servita a nulla, svanisce. Anche se hanno perso una battaglia, tuttavia, Kevin assicura a Ben che non hanno ancora perso la guerra. Durante il corso dell'episodio, in qualche modo, Ben riguadagna Mastica. |                                   |          |          |            |
| 16 | "The Forge of Creation" | "La fucina della creazione"       | 28/01/11 | 12/11/10 | 116        |
| 16 | Azmuth è furioso con Ben, Gwen e Kevin per aver promesso ad Aggregor di prendere tutti i pezzi della Mappa dell'infinito. Ben cerca di rimediare alla cosa diventando Alienics e convincendo Bellicus e Serena a collaborare. Quando questo tentativo fallisce, Paradosso arriva e ritrasforma Alienics in Ben. Dopo una breve discussione, Paradosso e Azmuth spiegano che la fucina della Creazione è il luogo in cui nascono tutti i Celestialsapien (la razza di Alienics) e che Aggregor spera di assorbire i poteri di un Celestialsapien appena nato e di diventare annipontente. Paradosso lì porta alla Fucina della Creazione, dove un incidente pone l'io di Ben di dieci anni al di fuori del flusso del tempo. Dopo alcune difficoltà, il Ben del passato si unisce alla squadra del suo io del futuro per fermare Aggregor. Mentre si fanno strada attraverso la Fucina, i due scoprono diversi Celestialsapien impegnati discussioni con loro stessi ed anche un uovo di Celestialsapien allo stesso tempo della squadra e mette tutti fuori combattimento con facilità. In un ultimo disperato tentativo, Kevin assorbe l'energia dall'Ultimatrix del Ben del presente, ma il promesso gli fa prendere la ragione. Il ragazzo assomiglia ora al suo vecchio io, ma con i nuovi alieni al posto del vecchi. Kevin sconfigge facilmente Aggregor prima di assorbire il suo potere rubato e poi ad ucciderlo, ma viene fermato Gwen e dai due Ben. Il Ben del passato riesce a raggiungere Kevin, che risparmia la vita di Aggregor e vola via, urlando che non sarà ancora così clemente. Paradosso arriva in quel momento per portarli a casa prima che gli altri Celestialsapien si svegliano e riporta Il Ben del passato alla sua epoca. Paradosso dice che tutta la vicenda sia stata solo un sogno, ma il Ben del presente si ripromette di fermare Kevin. |                                   |          |          |            |
| 17 | "...Nor Iron Bars a Cage" | "La vendetta di Kevin"            | 04/02/11 | 19/10/10 | 117        |
| 17 | Dopo aver assorbito i poteri degli alieni dell'Ultimatrix, Kevin ha perso nuovamente la ragione e si dirige verso la sua prigione nel Vuoto Totale. Ben e Gwen alla ricerca di risposte, capiscono che devono andare alla prigione per fermare Kevin prima che possa eliminare il direttore, Morgg. Vengono mostrati anche alcuni flashback di Kevin, del modo in cui riuscì ad uscire dalla sua prima mutazione e di come iniziò ad assorbire la materia solida, aiutato in entrambi i processi da un suo ex compagno di reclusione chiamato Kwarrel. Viene mostrata anche l'invasione di Kevin cui fuga però la morte di Kwarrel per mano di Morgg. Ben e Gwen ben presto si rendono conto che Morgg sta costringendo i prigionieri ad estrarre dal sottosuolo una sostanza blu che agisce come una droga allucinogena e che Morgg la sta vedendo per quest'esatto. Kevin riesce a catturare Morgg per ottenere la sua vendetta, spingendolo in un ascensore e tagliadone i cavi. Gwen, raggiunto nel mentre il fondo della cava, riesce a salvarlo attutendo la caduta con i suoi poteri. Nel breve tempo in cui i due tornano in superficie, la prigione è in rovina, Kevin è scappato e Ben pensa che potrebbe essere necessario combattere contro Kevin. |                                   |          |          |            |
| 18 | "The Enemy of My Enemy" | "Il nemico del mio nemico"        | 04/02/11 | 03/12/10 | 118        |
| 18 | Argit si reca da Kevin per perdere in prestito del materiale necessario per una truffa, ma scopre le nuove condizioni di Kevin e viene quasi ucciso dal ragazzo, impazzito e desideroso di vendetta. Ben e Gwen decidono quindi di mandare Argit all'Accademia dei Risolutori per proteggerlo da Kevin. Mentre si trova lì, Argit incontra i Fratelli Vreddle (questa coppia in particolare si sta addestrando da Risolutore per evitare che i due siano nuovamente assassinati da loro padre) e li imbroglia, dicendo loro che il loro padre lo ha mandato lì per truccare i loro voti. Kevin si reca all'Accademia per uccidere Argit, ma Ben arriva a contrastare Kevin non riuscendo però a sconfiggerlo. Romboide scaglia una Bomba nucleare che distruggerà l'Accademia e tutti coloro che sono al suo interno, Ben si trasforma in Ultra Eco - Eco e lo ferma. Kevin attacca Argit e apparentemente lo uccide. Quando Gwen prova a fermare Kevin, il ragazzo la attacca, ma non uccide per ciò che lei una volta significava per lui, facendo intuire che esiste un modo per salvarlo. Dopo Kevin se ne va, Ben rivela che Argit stava solo facendo finta di essere morto (poiché la sua specie e in grado fermare momentaneamente il proprio battito cardiaco) e Argit viene arrestato dai Fratelli Vreeddle su ordine di Magister Colonach. |                                   |          |          |            |
| 19 | "Absolute Power: Part 1" | "Potere assoluto (prima parte)"   | 11/02/11 | 10/12/10 | 119        |
| 19 | Dopo che Kevin assorbe le abilità pirocinetiche a termocinetiche di Alan e degli altri aiutanti dei Risolutori, Ben e Gwen litigano riguardo a come fermarlo. Ben decide di ucciderlo, ma Gwen è convinta che possa ancora salvarlo. Il litigio trascende in un'infuocata battaglia i due cugini, che Ben vince grazie al potentissimo raggio cosmico di Gigante. Ben inizia quindi a cercare Kevin, attaccando chiunque abbia mai avuto rapporti criminali con lui. Gwen, alla ricerca di un'alternativa, rintraccia Darkstar convincendolo ad aiutare Kevin in cambio di una qualità di mana sufficiente a permettergli di mantenere il suo aspetto per un anno. Insieme ad un Cooper molto maturato, Darkstar mette a punto un piano per salvare Kevin usando un frammento del Dominus Librium. Lui e Cooper costruiscono quindi una macchina a Los Solerded, utilizzando i pezzi rimani sia del convertitore di materia in energia di Aggregor sia dalla macchina del tempo del Professor Paradosso, per rinforzare ed amplificare le abilità di assorbimento dell'energia di Dominus Librium, così da riportare Kevin alla normalità. |                                   |          |          |            |
| 20 | "Absolute Power: Part 2" | "Potere assoluto (seconda parte)" | 11/02/11 | 10/12/10 | 120        |
| 20 | Darkstar mette a punto un altro piano affinché Kevin assorba una parte dei poteri e delle abilità magiche e di Anodite di Gwen, così da essere indotto a cercarne ancora. La prima parte del piano ha successo, ma Cooper e Darkstar hanno bisogno di più tempo per finire la macchina; così, recluta tutto gli altri suoi alleati, Nonno Max, Julie e Nave, affinché lo aiutino a trattenerlo. Dopo una lunga battaglia, Ben riesce a trasformarsi in Ultra Eco - Eco a battere Kevin, attirandolo nella macchina ormai completata. La macchina riporta allo stato normale un esausto Kevin. Tuttavia, improvvisamente, Darkstar utilizza la macchina per assorbire i poteri e le abilità da Kevin e per trasferirle in sé stesso, acquisendo così poteri simili a quelli di un dio. Avendo previsto questo esito dal principio. Ben attiva un interruttore segreto della macchina, che riassorbe tutti i poteri rubati da Darkstar e li restituisce ai legami proprietari, riuscendo inoltre a riportare in vita Bivalvan, Galapagos, P'andor, Andreas e Ra'ad ringrazia Ben e glo altri, mentre Kevin e Gwen, finalmente si scambiano un bacio. Nell'epilogo dell'intera vicenda, Kevin si scusa con Ben per le sue azioni e si offre di accompagnarlo da Mr Shmoothie a prendere uno shmoothie. |                                   |          |          |            |

## Seconda stagione: 2011-2012
| Epst. | Ep tot. | Titolo originale | Titolo italiano                         | Data ITA   | Data USA | Cod. Prod. |
| ----- | ------- | --- | --------------------------------------- | ---------- | -------- | ---------- |
| 01    | 21      | "The Transmogrification of Eunice" | "L'Unitrix"                             | 07/06/11   | 04/02/11 | 201        |
| 01    | 21      | Durante una corsa automobilistica, Ben, Gwen e Kevin vedono cadere dal cielo una nave spaziale. La nave si apre e al suo interno vi è una ragazza semicosciente. La ragazza non sa niente del suo passato a parte il suo nome Eunice. Ben, che sembra essersi scordato di Julie, si infatua velocemente di lei. Eunice può comunicare con gli animali (durante l'episodio ammasirà un Grizzly) ed è in grado di assorbire le loro abilità. La ragazza è ricercata da Sunder, il quale rivela che Eunice è un Unitrix un prototipo dell'Omnitrix. L'Unitrix è in grado di creare un copia genetica di una razza, ma può contenere il DNA di una sola specie. In quel momento arriva Azmuth, che spiega che l'Unitrix ha assorbito il DNA di Gwen quando ha toccato la capsula di Eunice, e che ha impaggiato Sunder per recuperarlo Azmuth, convinto da Ben a non disattivare Eunice la porterà via con sé. |                                         |            |          |            |
| 02    | 22      | "Eye of the Beholder" | "L'occhio della sentinella"             | 07/06/11   | 11/02/11 | 202        |
| 02    | 22      | Nave viene a conoscenza, tramite la connessione che li lega, che Baz-El si trova in pericolo e corre subito da lui. Julie chiede aiuto a Ben, ma l'eroe le augura soltanto buona fortuna. Gwen e Kevin, invece, decidono di aiutare Nave e Baz-El. Ben ha una breve conversazione con Jimmy, quindi decide di andare a salvare Baz-El. Si trasforma in Pinnajet e attraversa la galassia dove dovrebbe trovarsi il Metamorph Galvanico, raggiungendo il resto della squadra. La squadra trova Baz-El che è stato catturato da alcuni Alieni, ma si fa scoprire. Mentre Ben libera Baz-El. Julie cerca di sconfiggere il nemici grazie all'aiuto di Nave (trasformato nell'armatura dell'episodio "Non temere i fratelli Vreddle"). Alla fine Julie rende gli agli alieni un Occhio che Baz-El aveva sottratto ad una loro statua. Ben e Julie si abbracciano. |                                         |            |          |            |
| 03    | 23      | "Viktor: The Spoils" | "Re Viktor"                             | 10/06/11   | 18/02/11 | 203        |
| 03    | 23      | Soldati di Zarcovia rinvengono il corpo di Dottor Vicktor ed il principe Gyula e re Xarion vogliono vedere questa strana arma. Gyula vuole prendere il controllo di Dottor Vicktor per usarlo contro i ribelli nella guerra civile nella quale si trova Zarcovia, ma Xarion gli dice di non farlo. Re Xarion richiede quindi aiuto a Ben, Gwen e Kevin spiega cosa stia cercando di fare il principe Gyula. Quando i tre trovano il corpo di Dottor Vicktor, vengono scoperti dai soldati di Gyula; tuttavia, mentre è in corso il combattimento tra le due fazioni, il ghiaccio che avvolge il corpo di Dottor Vicktor inizia a sciogliersi l'alieno infine si libera. Gyula rivela che Dottor Vicktor si trova ora il suo controllo e quest'ultimo sconfigge la squadra di Ben e li imprigiona insieme a Xarion. Gwen riesce a liberare Xarion, ma questo rapisce un Ben priva di sensi per i suoi scopi, conducendo un Ben trasformato in Anfibio Fulminante, Dottor Vicktor e se stesso. Il principe Gyula interrompe l'esperimento per evitare che re Xarion ottenga il controllo di Dottor Vicktor, la mente di re Xarion è stata trasferita nel corpo di Dottor Vicktor, che ora si riferisce a sé stesso con il nome Re Vicktor. Re Vicktor attacca Gyula, ma lo risparmia in un ultimo atto di pietà, attaccando poi i ribelli: viene però sconfitto da Ben, trasformato in Interno, Gwen e Kevin. Gyula ed i suoi soldati provano ad impadronirsi di Re Vicktor, ma Ben si appropria del dispositivo che controlla i soldati di Gyula e li libera, rendendo impotente il principe Gyula. Re Vicktor giura di vendicarsi di Ben mentre lui, Gwen e Kevin si avviano verso casa. |                                         |            |          |            |
| 04    | 24      | "The Big Story" | "La grande storia"                      | 10/06/11   | 04/03/11 | 204        |
| 04    | 24      | Mentre Jimmy é alla ricerca di un video utile per tornare in azione insieme a Ben nelle prossimità di una caverna, un meteorite precipita nelle vicinanze. Jimmy corre verso il meteorite e vi trova una strana pianta, che lo aggredisce, ma il ragazzo riesce a scappare. Jimmy corre da Ben e racconta tutto quello che è successo, ma una volta tornati alla caverna la pianta è scomparsa. Jimmy torna a controllare da solo, ma incontra Ben che sembra essere un po' agitato. Il ragazzo fa una foto a Ben e la porta a Gwen e Kevin che lo rassicurano, dicendo che non è nulla. Jimmy va a comprare delle noccioline e incontra nuovamente Ben, che però si trasforma in Ormosauro e cerca dì ucciderlo. Jimmy prende la bicicletta e fugge via inseguito da Rotolone. Kevin e Gwen lo intercettano e dicono che lo porteranno al sicuro, ma Jimmy si rende conto che anche loro hanno qualcosa che non va. Tuttavia, in quel momento arriva Ben ed il ragazzo non può più scappare. I quattro si recano tutti insieme alla caverna, con Ben, Gwen e Kevin apparentemente complici della pianta che si nasconde al suo interno. Tuttavia, Jimmy scopre che i tre sono stati rimpiazzati da due replicanti e riesce a liberare i suoi tre amici grazie alle noccioline comprate poco prima alle quali la pianta è allergica. Ben quindi si trasforma in Ultra Fangofiammante e mette fine alla vicenda. |                                         |            |          |            |
| 05    | 25      | "Girl Trouble" | "Una ragazza scatenata"                 | 17/06/11   | 11/03/11 | 205        |
| 05    | 25      | Sunny, cugina di Ben e Gwen e venuta a fare loro visita per l'estate. La ragazza però non è quel che sembra, infatti si rivela essere una pericolosa anodite (in forma completa, al contrario di Gwen che per sua scelta è rimasta parzialmente umana). Ben, Gwen e Kevin si ritrovano a fare in conti con lei e con il suo focoso fidanzato alieno, Antonio. |                                         |            |          |            |
| 06    | 26      | "Revenge of the Swarm" | "La vendetta dello sciame"              | 17/06/11   | 18/03/11 | 206        |
| 06    | 26      | Mentre Ben sta riposando, un rumore lo sveglia. Il ragazzo guarda fuori dalla finestra, ma non vede nessuna. Subito dopo, arriva Victor Validus che chiede a Ben dove si trova Elena. Ben si trasforma in Ormosauro, ma inspiegabilmente le sue dimensioni sono molto ridotte rispetto al solito. Ben si sveglia di soprassalto e capisce di aver solo sognato. Successivamente Ben incontra di nuovo Victor, stavolta per davvero. L'eroe si trasforma in Rotolone e poi in Mutante, ma Validus scappa grazie ai suoi nanochip. Ben riesce a prendere un nanochip e racconta a Gwen e Kevin l'accaduto. Gwen dice a Ben che Victor non è più una minaccia per la Terra, ma quando l'eroe mostra ai due nanochip, la squadra si mette alla sua ricerca, a partire da Elena, figlia di Validus e cara amica di Ben. |                                         |            |          |            |
| 07    | 27      | "Ben 10,000 Returns" | "Il ritorno di Ben 10.000"              | 24/06/11   | 15/04/11 | 210        |
| 07    | 27      | Dopo essere stato attaccato da Eon. Ben 10.000 (il Ben del futuro) viene portato da Paradosso indietro nel tempo di vent'anni, nel periodo in cui si svolgono i fatti di Ultimate Alien. I due Ben dovranno collaborare per impedire a Eon di altera permanentemente delicato equilibrio che regola il normale scorrere il tempo. Nota: Ben 10.000 mostra l'inedita abilità di trasformarsi in una versione "Ultra" di sé stesso, che gli permette di usare i poteri di tutti i suoi alieni senza dover cambiare aspetto. Nel corso dell'episodio userà i poteri di un nuovo alieno chiamato clockwork che può controllare la scorrere del tempo. |                                         |            |          |            |
| 08    | 28      | "The Creature from Beyond" | "Lucubra"                               | 24/06/11   | 25/03/11 | 207        |
| 08    | 28      | I Cavalieri Immortali liberano erroneamente Lucubra, una temibile creatura proveniente da un'altra dimensione. Il mostro ha la capacità di controllare la mente delle persone quando entra in contatto con esse, compresa Gwen. Toccherà a Ben e Kevin sbarazzarsi del mostro e proteggere la ragazza. |                                         |            |          |            |
| 09    | 29      | "Basic Training" | "Il corso d'addestramento"              | 01/07/11   | 01/04/11 | 208        |
| 09    | 29      | Mentre Ben, Gwen e Kevin sono impegnati in combattimento contro Trombipular, un alieno simile ad un elefante, vengono convocati dall'Accademia dei Risolutori i loro distintivi sono stati guadagnati per "meriti sul campo", ma l'organizzazione dei Risolutori ha deciso che dovranno seguire un corso d'addestramento di base. Durante il corso tre diventano amici di un alieno chiamato Tack e si scontrano più volte con i modi bruschi del loro istruttore, Magister Hulca. Durante la loro permanenza un Tetramand chiamato Kolar, evaso dal Vuoto Totale, cercherà vendetta. tentando di eliminare l'istruttore; Ben salva la vita sia a Tack sia a Magister Hulca, guadagnandosi il rispetto di quest'ultimo. Nota: in questo episodio Ben usa per la volta un nuovo alieno, ScattoFelino. |                                         |            |          |            |
| 10    | 30      | "It's Not Easy Being Gwen" | "Non è facile essere Gwen"              | 01/07/11   | 08/04/11 | 209        |
| 10    | 30      | Questo episodio filler mostra la giornata tipo di Gwen e i numerosi impegni (amici, scuola, famiglia e le continue minacce aliene) tra i quali la ragazza deve districarsi. |                                         |            |          |            |
| 11    | 31      | "Prisoner #775 is Missing" | "Il prigioniero numero 775 è scomparso" | 07/10/2011 | 29/04/11 | 212        |
| 11    | 31      | Il "vecchio George", il primo Cavaliere Immortale (fuggito dalla casa di riposo nell'episodio 27) si reca all'Arena 51 e scompare misteriosamente con essa, lasciadone visibile il basamento. Quando Ben, Gwen, Kevin e nonno Max giungono sul lungo trovano Cooper in divisa da Risolutore in compagnia del colonnello Rozum, un ufficiale di alto grado dell'Aeronautica militare che il basamento dell'Arena 51 é una sorta di prigione dove nel corso di decenni sono stato segretamente incarcerati gli alieni catturati sulla Terra dell'aeronautica. Ben si accorge che dalla "prigione" manca un alieno, il numero 775: questo, una forma di vita con le abilità di un camaleonte, si allontana dalla zona dell'incidente e decide di vendicarsi per quei lunghi anni di priogionia eliminando il colonnello Rozum e la sua famiglia. Il colonnello verrà salvato da Ben trasformato prima in Bestiale (per poter fiutare le tracce dell'alieno visibile) e poi in Ultra Bestiale. |                                         |            |          |            |
| 12    | 32      | "Moon Struck" | "Stregato dalla luna"                   | 21/10/11   | 22/04/11 | 211        |
| 12    | 32      | Mentre Ben, Gwen e Kevin aiutando nonno Max a ripulire la vecchia carretta, la ragazza trova tra gli scatoloni un vecchio braccialetto; rifiutatosi di regalarlo alla nipote poiché si tratta di un ricordo speciale, nonno Max é costretto a raccontare ai giovani la storia di quell'oggetto, appartenuto in gioventù a nonna Verdona. L'intera puntata è un luogo flashback sull'incontro tra il diciassettenne Max e Verdona, l'Anodite nonna di Gwen, presto in fuga da un alieno di razza sintroide che vuole rapire Verdona per motivi, ignoti. |                                         |            |          |            |
| 13    | 33      | "Simian Says" | "Il DNA di Simian"                      | 28/10/11   | 23/09/11 | 214        |
| 13    | 33      | Eunice, impegnata su Primus a controllare ogni DNA degli alieni dell'Ultimatrix, nota che c'è un errore sul pianeta di Scimparagno e Azmuth le ordina di andare a sistemare, stanno parlando delle stelle ed incontrano il principe Simian, che svela ai ragazzi che c'è un problema sul suo pianeta: esso è stato invaso degli Umalieni. Ben, Gwen e Kevin si recano quindi sul pianeta degli Aracnascimpa, dove incontrano Eunice. I quattro ragazzi vanno dal re del pianeta e lo trovano con un Cenocita sul volto. Ben usa Ultra Scimparagno per metterlo fuori combattimento, ma il re getta Eunice in una pozza dove si trovano i Cenociti. Alla fine Ben riesce a risolvere la situazione, mentre Simian si accorda con il re dei cursiani per vendergli delle armi che Ben e gli altri avevano pianificato di usare nello scontro, ma si erano rivelate inutili. |                                         |            |          |            |
| 14    | 34      | "Greetings From Techadon" | "Saluti da Techadon"                    | 28/11/11   | 30/09/11 | 215        |
| 14    | 34      | Dei robot Techadon fatti su commissione cercano uccidere Ben, diventando sempre più forti man mano che Ben li sconfigge. Il ragazzo si trova bene presto in difficoltà e Kevin lo aiuta a cavarsela con i robot, mentre Gwen parte con la Jet Carretta alla ricerca del mandante dell'omicidio di Ben. |                                         |            |          |            |
| 15    | 35      | "The Purge" | "L'epurazione"                          | 4/11/11    | 16/09/11 | 213        |
| 15    | 35      | Tutti i Cavalieri Immortali attengono il ritorno del vecchio George e, quando l'uomo entra nella stanza dove si trovano Enoch, Patrick e Urian, questi discutono di una missione da portare. Pierce, trasformato in un umano, cerca di flirtare con una ragazza, tuttavia, arrivano i Cavalieri Immortali con delle nuove armature che gli tolgono la maschera d'identità e la ragazza scappa urlando, perché terrorizzata dal suo vero aspetto. I Cavalieri intimano a Pierce di lasciare il pianeta, ma dopo il suo rifiuto lo attaccano con una strana tecnologia aliena. Ben, Gwen e Kevin questa volta dovranno fermare una guerra, una guerra speciale, in cui Ben infine combatterà uno contro uno con Driscoll per determinare il destino delle centinaia di Alieni che abitano sulla Terra legalmente. |                                         |            |          |            |
| 16    | 36      | "Double or Nothing" | "Ben 10 Live"                           | 11/11/11   | 14/10/11 | 217        |
| 16    | 36      | Albedo crea uno spettacolo di nome "Ben 10 live" dove lui interpreta Ben, tuttavia il vero Ben non è d'accordo. Secondo uno dei compagni di Albedo, il suo vero obiettivo è quello di creare una bomba che trasformerà tutti in Ben. Ben, Gwen e Kevin cercano di fermarlo, ma alla fine la bomba esplode ed i tre scoprono che questa serviva per ritrasformare Albedo in galvanico. Tuttavia, la cura funziona solo momentaneamente: Albedo si ritrasforma in Ben per colpa delle interferenze dell'Ultimatrix e di conseguenza ad essere l'arcinemico di Ben. Alla fine Albedo fugge via, costringendo Ben a pagare tutti i danni da lui causati. |                                         |            |          |            |
| 17    | 37      | "The Perfect Girlfriend" | "La fidanzata perfetta"                 | ?          | 21/10/11 | 218        |
| 17    | 37      | Ben e Julie litigano a causa dei troppi doveri di Ben in quanto eroe portano a trascurare Julie. In seguito a questo litigio, Julie diventa improvvisamente bisogno o desiderio di Ben, arrivando ad annullare un importante torneo di tennis, pur di stare con lui. Gwen non ci vede giusto, ma rimane infortunata in uno strano incidente con ascensore. Ben capisce infine che c'è qualcosa che non va Julie, la quale si rivela in realtà Helena: la vera Julie si era recata davvero al torneo. Tuttavia, la ragazza di Ben torna improvvisamente e scopre Helena, la quale decide di attaccare Julie. Ben protegge Julie e scaccia Helena, che promette di vendicarsi dei due e fugge via. |                                         |            |          |            |
| 18    | 38      | "Ultimate Sacrifice" | "L'estremo sacrificio"                  | 23/12/11   | 28/10/11 | 219        |
| 18    | 38      | A causa di un errore dell'Ultimatrix gli Ultra alieni hanno acquisito una propria coscienza, motivo per cui si rivoltano contro Ben, considerandolo fautore della loro schiavitù. Gwen e Kevin lo aiutano come possono: la ragazza proietta la sua conoscenza nell'Ultimatrix per aiutare il cugino, mentre Kevin si reca sul pianeta di Azmuth alla ricerca di una soluzione. Alla fine, saranno i buoni sentimenti di Ben a salvare la situazione, liberando tutti e aggiustando il difetto dell'Ultimatrix. |                                         |            |          |            |
| 19    | 39      | "The Widening Gyre" | "Il gorgo crescente"                    | ?          | 04/11/11 | 220        |
| 19    | 39      | Il Colonnello Rozum chiede a Ben, Gwen e Kevin di investigare su un'isola di spazzatura che causa misteriose sparizioni nel cuore dell'oceano Pacifico. |                                         |            |          |            |
| 20    | 40      | "Inspector #13" | "L'ispettore numero 13"                 | ?          | 04/02/12 | 224        |
| 20    | 40      | Un misterioso maestro di armi del pianeta Techadon giunge sulla Terra alla ricerca dell'Ultimatrix. |                                         |            |          |            |
| 21    | 41      | "Couples Retreat" | "La verità ferisce"                     | ?          | 18/02/12 | 226        |
| 21    | 41      | Incantatrice e Darkstar si coalizzano per distruggere Ben, Gwen e Kevin. |                                         |            |          |            |
| 22    | 42      | "Flame Keeper's Circle" | "L'ordine dei Custodi della Fiamma"     | ?          | 07/10/11 | 216        |
| 22    | 42      | Vilgax è tornato, ma è ancora indebito del suo ultimo combattimento contro Ben. Si atteggia a Diagon, un alieno adorato del 'Circolo dei Guardiani della Flamma". |                                         |            |          |            |
| 23    | 43      | "The Mother of All Vreedles" | "La madre di tutti i Vreedle"           | ?          | 18/11/11 | 221        |
| 23    | 43      | La madre dei Fratelli Vreedle vuole creare infiniti cloni dei suoi figli utilizzando l'acqua salata terrestre, ma Ben la ferma prima che possa prosciugare l'oceano. |                                         |            |          |            |
| 24    | 44      | "A Knight to Remember (1)" | "Un cavaliere da ricordare"             | ?          | 02/12/11 | 222        |
| 24    | 44      | Vilgax ruba la spada e il cuore di Diagion per diventare più potente che mai, ma viene ingannato da Diagon e trascinato nella sua dimensione. |                                         |            |          |            |
| 25    | 45      | "Solitary Alignment (2)" | "Allineamento solitario"                | ?          | 09/12/11 | 223        |
| 25    | 45      | Azmuth rivela come abbia fatto il Vecchio George a ottenere la sua spada e a sconfiggere Diagon. |                                         |            |          |            |
| 26    | 46      | "Contract Inacetable" | "Patto inaccettabile"                   | ?          | 11/02/12 | 225        |
| 26    | 46      | Gwen e gli altri mettono a punto un piano per liberare Incantatrice da Legerdomain. |                                         |            |          |            |
| 27    | 47      | "Catch a Falling Star" | "Afferra la stella cadente"             | ?          | 25/02/12 | 227        |
| 27    | 47      | Jennifer Nocturne viene ricatturata da Capitano Nemesi, alias Overlord. |                                         |            |          |            |
| 28    | 48      | "The Egg Man Cometh" | "Il ritorno dei rettili"                | ?          | 03/03/12 | 228        |
| 28    | 48      | Il Dr Animus scappa di prigione, così Ben è costretto a fidarsi di una nuova forma aliena appena ottenuta per metterlo fuori combattimento. |                                         |            |          |            |
| 29    | 49      | "Night of the Living Nightmare" | "La notte dell'incubo vivente"          | ?          | 10/03/12 | 229        |
| 29    | 49      | Albedo rinchiude Ben in un sogno dove il ragazzo se la deve vedere con Vilgax, Hex, Kevin 11, Nave, Julie, Gwen e gli Umalieni, ma alla fine Ben batte Albedo e lo richiude in un altro incubo. |                                         |            |          |            |
| 30    | 50      | "The Beginning of the End (1)" | "L'inizio della fine"                   | ?          | 17/03/12 | 230        |
| 30    | 50      | Vilgax e Dagon e Lucubra viene assorbito da Vilgax. Ora tocca a Ben, Gwen, Kevin e Sir Jeorge fermare i due. |                                         |            |          |            |
| 31    | 51      | "The Ultimate Enemy: Part 1 (2)" | "L'ultimo nemico (prima parte)"         | 16/03/12   | 24/03/12 | 231        |
| 31    | 51      | Diagon trasforma tutti gli abitanti della Terra in adepti del Flame Keeper's Circle. Solo Ben, Gwen, Kevin, Sir Jeorge e Julie si salvano. Dopo una lunga lotta contro Vilgax Dagon impossessa di Gwen che lo libera mentre Vilgax chiama Sifone e vanno a prendere una cosa... ma la cosa che preoccupa a Ben in quel momento è il nuovo nemico. |                                         |            |          |            |
| 32    | 52      | "The Ultimate Enemy: Part 2 (3)" | "L'ultimo nemico (seconda parte)"       | 16/03/12   | 31/03/12 | 232        |
| 32    | 52      | Ben usa i poteri di Ultra Gigante per battere, ma perde. Nel frattempo Dagon usa un fulmine e polverizza Jeorge. I tre sono sconfitti, ma arriva Vilgaxia assieme Sifone e uccidono Dagon, ma Vilgax prende i suoi poteri. Ben scappa e, alla fine, lo batte con la spada di Sir Joerge, ma lui convince Ben a creare un mondo con lui, però arriva Julie che lo ferma. Dopo arriva Azmuth che dà a Ben il nuovo Omnitrix, il vero. La storia continua in Omniverse. |                                         |            |          |            |

## Episodio speciale (Film TV)
Heroes United è una speciale puntata in due parti crossover della serie animata Generator Rex con la partecipazione di Ben Tennyson.

### Trama
Giunto per cause misteriose nell'universo di Generator Rex, Ben si trova costretto ad allearsi con Rex Salazar per sconfiggere una potente e pericolosa minaccia aliena. Al termine dell'episodio speciale (della durata di 60 minuti) una frase pronunciata dall'Agente Sei dell'organizzazione Providence lascia il finale aperto ad un probabile sequel.

### Nota
Nello speciale viene introdotto un nuovo alieno, Shocksquatch, che ha l'aspetto di uno yeti e poteri di tipo elettrico. Inoltre Ben non pronuncia i nomi delle sue forme aliene e non sfrutta la trasformazione Ultra degli alieni.